# Jednotka (televizní stanice)
Jednotka je první slovenská stanice Slovenské televize, který dnes obsluhuje Slovenská televize a rozhlas (STVR).

## Historie
Televizní kanál byl založen 3. listopadu 1956 pod názvem ČST Bratislava (Československá televize Bratislava).
Sídlo vysílání bylo původně Bratislavě, v 1962 byl přemístěn do Košic a v roce 1966 se vysílalo z Banské Bystrice. Stal se druhým celostátním, který lze možné přijímat na území České republiky a Slovenska. V současné době je součástí Slovenská televize a rozhlas (STVR).

## Vývoj loga

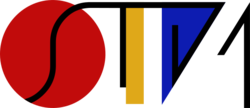
Logo 1993–1996
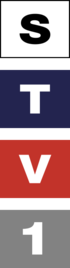
Logo 1996–1999
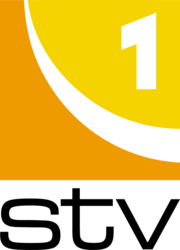
Logo 1999–2001
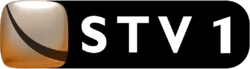
Logo 2001–2004
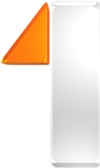
Logo 2004–2012
Logo 2012–dosud

## Vysílané pořady
- Blesk! (již nevysíláno)
- Chilli (již nevysíláno)
- Extra (již nevysíláno)
- Fun o piatej (již nevysíláno)
- Koktail na dobrú noc (již nevysíláno)
- Krížom krážom (již nevysíláno)
- Milujem Slovensko
- Nikto nie je dokonalý (již nevysíláno)
- Milionár (již nevysíláno)
- Môj najmilší hit (již nevysíláno)
- Najväčšie kriminálne prípady Slovenska (již nevysíláno)
- Dámsky klub
- Dr. Quiz (již nevysíláno)
- Duel
- Góly – body – sekundy
- Góóól (již nevysíláno)
- O 5 minút 12
- Pošta pre teba (již nevysíláno)
- Relax na Jednotke (již nevysíláno)
- Reportéri
- Ranný magazín (již nevysíláno)
- Slovensko v obrazoch
- S.O.S. (již nevysíláno)
- Správy STVR
- Slovensko hľadá SuperStar
- Svet v obrazoch
- SuperKvíz (již nevysíláno)
- SuperKvíz Junior (již nevysíláno)
- Tajomstvo mojej kuchyne
- Taxík (již nevysíláno)
- 5 proti 5
- Superchyty (již nevysíláno)
- Fidlibum

### Seriály
- Policajti z centra (2013)
- Hlavne, že sa máme radi… (2013)
- Kriminálka Staré mesto (2010–2013)
- Zborovňa (1999)
- Zlomok sekundy (2011)
- Obchod so šťastím (2008)